# トーマス・ウィレット
トーマス・ウィレット（Thomas Willett、1605年 - 1674年8月29日）は、イギリス系アメリカ人の商人、政治家。ニューヨーク市長を務めた。

## 人生
1605年8月、バーレイ (ハートフォードシャー)の教区牧師舎内でアンドリュー・ウィレットの四男として誕生し、同月の29日に洗礼を受けた。The King's School, Elyで教育を受けた。16歳の時に父が死亡し、成人するまで母と母方の祖母と一緒に暮らしたようである。成人後、すぐにライデンに行き、プリマス植民地でウィリアム・ブラッドフォード (プリマス知事)知事の信頼を得るようになった。
ネイティブアメリカンとの貿易で成功し、1633年、植民地の自由を認め、一級市民ジョン・ブラウンの娘と結婚した。その後すぐにニューアムステルダムとの貿易で、大型船舶所有者となった。プリマス植民地の知事補佐の1人として選出され、イギリス、オランダ植民地間の紛争の仲裁人を務めた。また、軍事会社の所長となった。1660年初頭にプリマスの町を離れ、ロードアイランド州の一部を設立し、スウォンジー (マサチューセッツ州)の創設者の1人になった。
英国司令官に付き添っていたリチャード・ニコルズは、1664年9月7日のニューアムステルダムの平和な降伏に貢献した。
新植民地はニューヨークと名付けられ、イギリスとオランダの承認を得て、1665年6月12日に初代市長、8月23日に海軍本部の長官に任命された。翌年、市会議員に選出され、1667年に再び市長となった。
まもなくSwanseyに引退し、妻を亡くした後、ジョン・プルーデン牧師の未亡人と結婚した。リチャード・ラブレースの元で1665年から1672年までNew York governor's executive councilのメンバーだった。1673年に引退し、1674年に69歳で死亡した。ロードアイランド州のイーストプロビデンスの川沿いBullock's CoveのLittle Neck Cemeteryに埋葬された。宗教はIndependent (religion)であった。

## 家族
息子のトーマス・ウィレットは、エドマンド・アンドロス、ヘンリー・スロウター両知事の下でクイーンズ区民兵少佐や評議員を務めた。長女メアリーはハートフォードの創設者トーマス・フッカー牧師の息子サミュエル・フッカー牧師と1658年に結婚した。
1807年から1808年までニューヨーク市長を務めたマリナス・ウィレットは曾孫だと主張する者もいる。この主張は、E・ハビランド・ヒルマンが1916年4月に発表したThe New York Genealogical and Biographical Recordの47巻119ページで論破されている。
子孫は多かった。オリバー・ウェンデル・ホームズ・シニアの詩の'Dorothy Q.'はトーマスの曾孫娘で、ホームズの曾祖母にあたる。